# Ranunculus trichophyllus
Ranunculus trichophyllus là một loài thực vật có hoa trong họ Mao lương. Loài này được Chaix ex Vill. miêu tả khoa học đầu tiên năm 1786.

## Hình ảnh

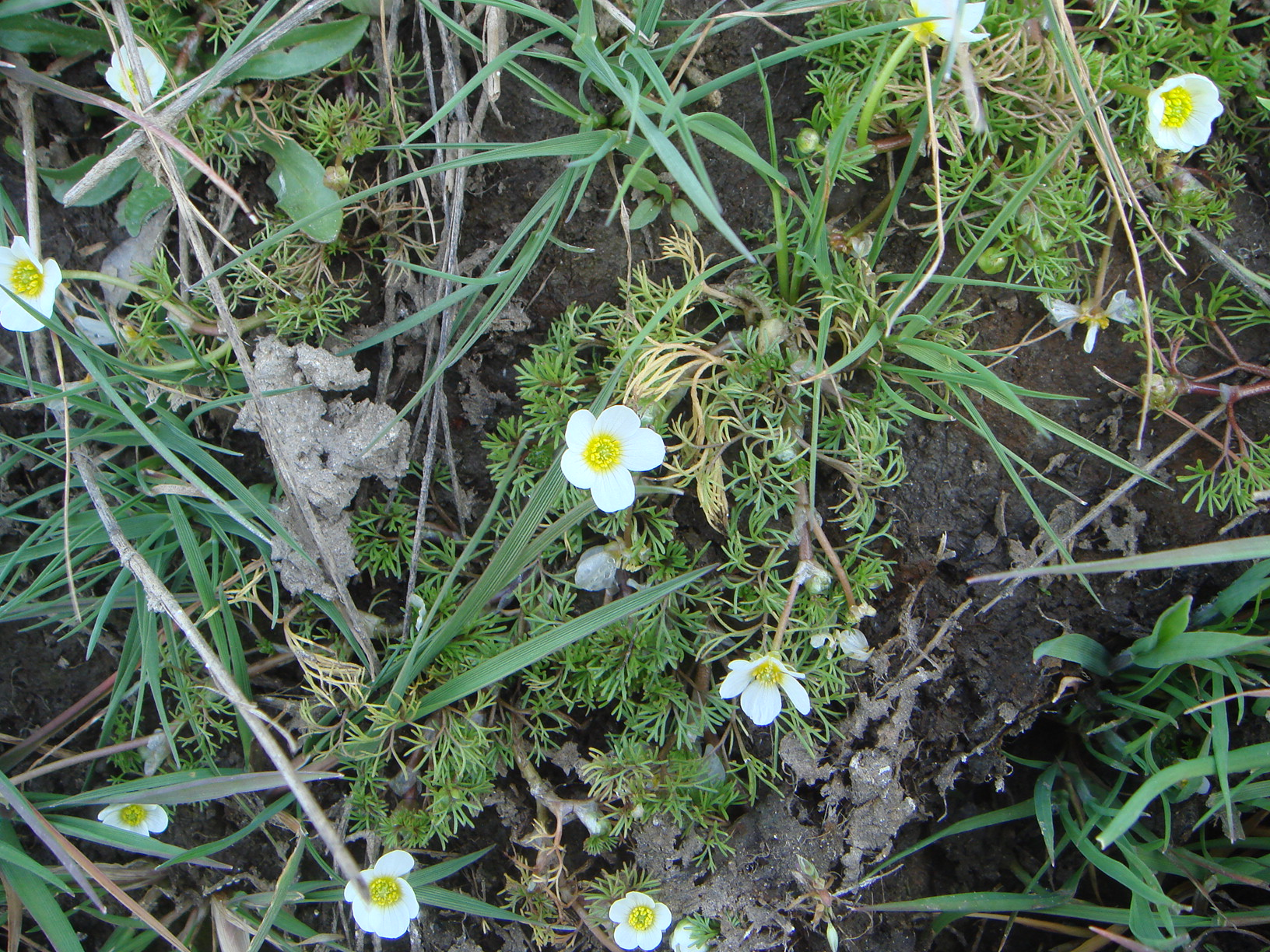
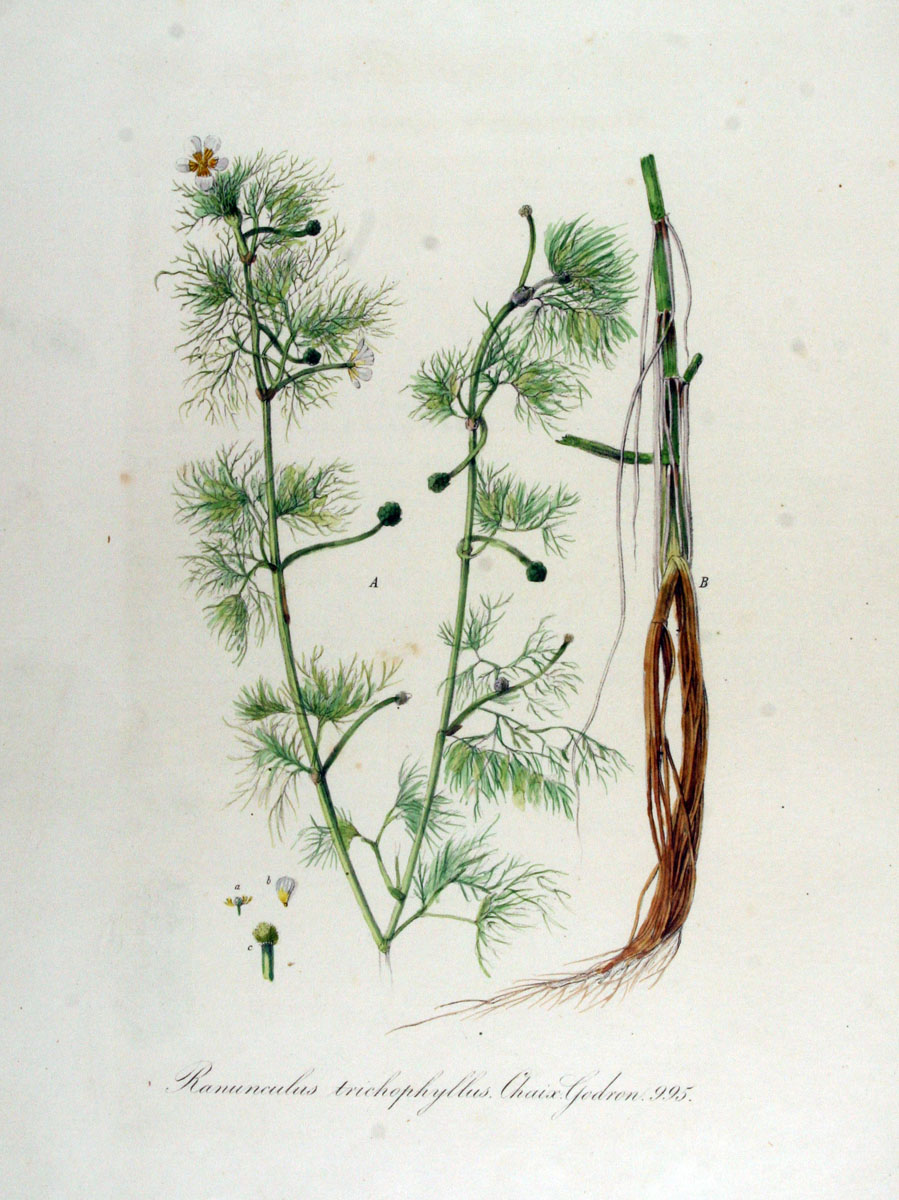
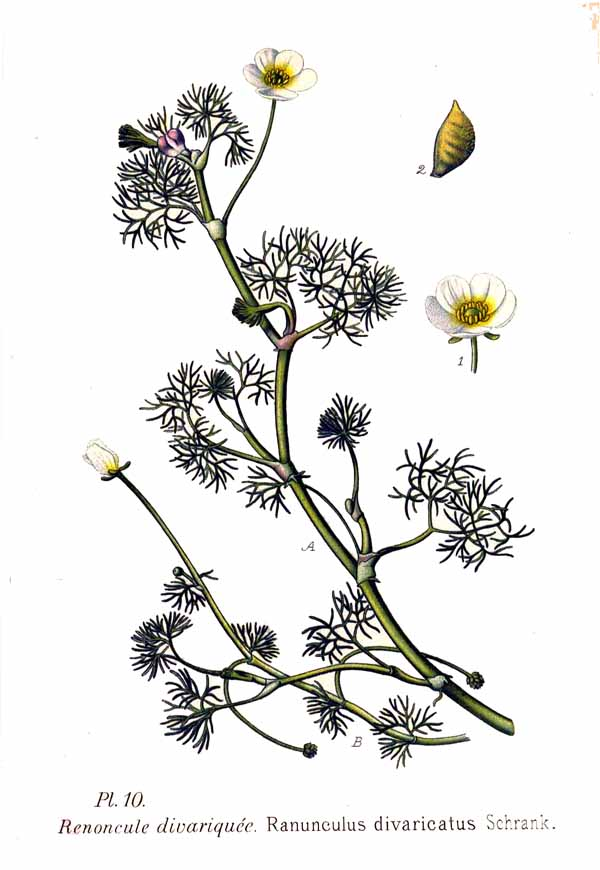
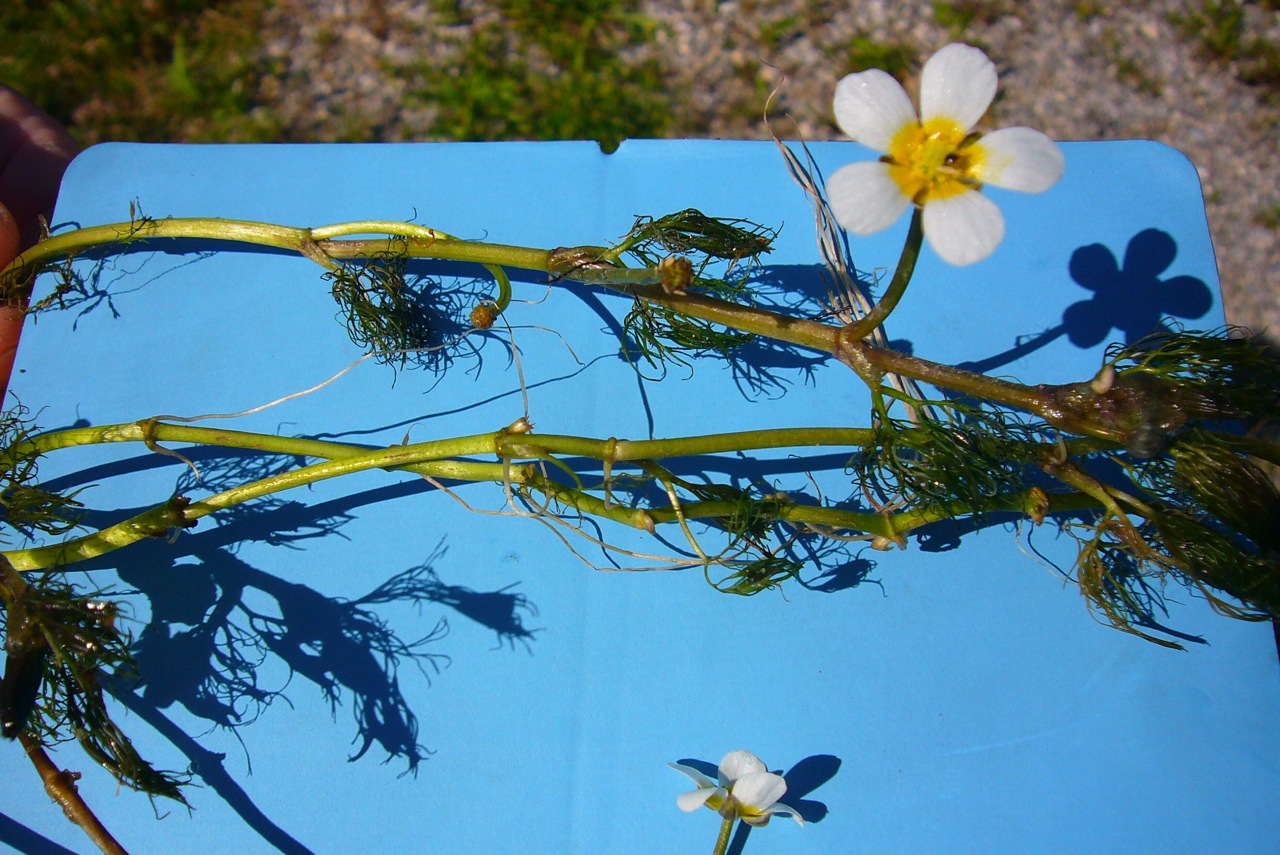